# دراغولجوب أوجدانيتش
دراغولجوب أوجدانيتش (1 يونيو 1941 - 6 سبتمبر 2020)، هو سياسي يوغوسلافي شغل منصب رئيس الأركان العامة للقوات المسلحة اليوغوسلافية ووزير الدفاع في يوغوسلافيا. وأدين بتهمة ترحيل والنقل القسري لألبان كوسوفو خلال حرب كوسوفو من قبل المحكمة الجنائية الدولية ليوغوسلافيا السابقة.

## روابط خارجية
- Optuznica za ratne zlocine باللغة الصربية
- Presuda Haškog suda باللغة الصربية